# Otus frutuosoi
Otus frutuosoi — викопний вид сов, що мешкав на острові Сан-Мігел з Азорських островів біля північно-західного узбережжя Африки в північній частині Атлантичного океану. Ймовірно, вид вимер на початку 15 століття після появи людини на острові.

## Історія
Сову описали з субфосильних кісток. Це перший вимерлий вид сови, описаний на Азорських островах, і лише другий (першим був мадейрський пугач) з Макаронезії. Його наукова назва дана на честь азорського історика 16-го століття Гаспара Фрутуозу (бл. 1522—1591). Описувачі припускають, що найбільш вірогідною причиною вимирання була поява людей на острові у 15 столітті, що пов'язане з руйнуванням середовища існування та інтродукцією чужорідних видів.

## Опис
Порівняно з сплюшкою, крила були меншими (на дві третини розміром від розміру євразійського виду), ноги довші (на 11,6 %), таз ширший і коротший. Крім того, загалом вона була меншою за сову з Мадейри. Пропорції кінцівок і навантаження на крила вказують на те, що птах жив переважно на землі і мав лише обмежену здатність літати. Відмінні анатомічні особливості цього виду привели вчених до висновку, що це була комахоїдна тварина, яка, ймовірно, жила на підстилці лаврісільви, де вона полювала та ховалася.